# Notificação de Exposição
A notificação de exposição é um sistema digital de rastreio de contactos introduzido pela Apple e pela Google durante o surto de coronavírus de 2019. Quando um utilizador ativa a notificação de exposição, quando dois utilizadores estão próximos um do outro, os seus telemóveis enviam identificadores Bluetooth um para o outro via Bluetooth. Se alguém testar positivo para a COVID-19, a Notificação de Exposição envia uma notificação à pessoa que teve contacto com o positivo. Em 10 de abril de 2020, a Apple lançou a funcionalidade Notificação de exposição, que foi oficialmente implementada em 20 de maio de 2020 (atualização do IOS 13) A Google disponibilizou a funcionalidade em dispositivos com Android Marshmallow e dispositivos Android posteriores Android Marshmallow e dispositivos Android posteriores.